# الحرب البرتغالية الهولندية
الحرب الهولندية البرتغالية (بالإنجليزية: Dutch–Portuguese War)‏ هي نزاع مسلح قام بين القوات الهولندية، متمثلةً في شركة الهند الشرقية الهولندية وشركة الهند الغربية الهولندية، وبين الإمبراطورية البرتغالية. بدأ النزاع في عام 1602، وضم في بدايته الشركات الهولندية التي كانت تغزو المستعمرات البرتغالية في الأمريكتين وإفريقيا والهند والشرق الأقصى. يمكن النظر إلى هذه الحرب في معظمها باعتبارها امتدادًا لحرب الثمانين عامًا التي كانت تدور في أوروبا آنذاك بين إسبانيا وهولندا، إذ كانت البرتغال قد دخلت في اتحاد سلالي مع التاج الإسباني بعد حرب الخلافة البرتغالية. غير أن علاقة النزاع كانت ضئيلة بالحرب الدائرة في أوروبا، وكان الغرض الأساسي منه هو إيجاد الهولنديين لطريقة تجعلهم يكسبون إمبراطوريةً خلف البحار ويتحكمون بالتجارة على حساب البرتغاليين. وقد قدمت القوات الإنجليزية العون للهولنديين أيضًا في مراحل معينة من الحرب (غير أن الخصومة الشديدة قامت بين الإنجليز والهولنديين في العقود اللاحقة). وبسبب السلعة التي كانت تشكل مركز النزاع، لُقبت هذه الحرب بلقب حرب التوابل.
وانتهت الحرب بنجاح البرتغال في إحباط المساعي الهولندية إلى السيطرة على البرازيل وأنغولا، في حين انتصر الهولنديون في رأس الرجاء الصالح والهند الشرقية، واستولوا على ملقا وسيلان وساحل مليبار وجزر الملوك منتزعين هذه المناطق من أيدي البرتغاليين، ونجا البرتغاليون من خسارة ماكاو. وقد أفادت المطامح الإنجليزية أيضًا بشكل كبير من الحرب طويلة الأمد التي قامت بين خصميها الرئيسيين في الشرق الأقصى (فبدءًا من نهايات القرن الثامن عشر حتى أوائل القرن التاسع عشر، أصبحت ملقا وسيلان ومليبار تابعةً للأملاك البريطانية).

## مقدمة
استمرت الحرب منذ عام 1602 حتى عام 1663، وكان الطرفان الرئيسيان فيها هما مملكة البرتغال وجمهورية الأقاليم السبعة المتحدة
عقب الاتحاد الإيبيري في عام 1580، خضعت البرتغال خلال معظم الفترة لحكم آل هابسبورغ، وكان فيليب الثاني ملك إسبانيا، من آل هابسبورغ، يكافح الثورة الهولندية. وقبل الاتحاد بين التاجين البرتغالي والإسباني، كان التجار البرتغاليون يستخدمون البلدان المنخفضة قاعدةً لتجارتهم بالتوابل في أوروبا الشمالية. وبعد كسب الإسبان للسيطرة على الإمبراطورية البرتغالية، أعلنوا حظرًا على كل أشكال التجارة مع الأقاليم المتمردة (انظر اتحاد أوترخت). وفي سياق جهوده لإخضاع الأقاليم الثائرة، قطع فيليب الثاني هولندا عن أسواق التوابل في لشبونة، الأمر الذي جعل من الضرورة بالنسبة إلى الهولنديين أن يرسلوا حملاتهم الخاصة إلى موارد هذه السلع ويبسطوا سيطرتهم على تجارة التوابل في أراضي الهند الشرقية.
وكما هي الحال مع الفرنسيين والإنجليز، عمل الهولنديون على إقامة شبكة تجارة عالمية على حساب الملوك الإيبيريين. فهاجمت الإمبراطوريةُ الهولندية مناطق كثيرة في آسيا خاضعة لحكم البرتغاليين والإسبان، كان من بينها فورموزا وسيلان وجزر الفلبين، إضافةً إلى المصالح التجارية في اليابان وإفريقيا (مينا) وأمريكا الجنوبية.

## خلفيتها
في عام 1592، خلال الحرب مع إسبانيا، كان أحد الأساطيل الإنجليزية قد استولى على سفينة شراعية برتغالية ضخمة قبالة جزر الأزور، هي سفينة أم الرب (بالبرتغالية: Madre de Deus)، وكانت محملةً بتسعمئة طن من البضائع القادمة من الهند والصين، قُدرت قيمتها بنصف مليون جنيه استرليني (نحو نصف حجم الخزينة الإنجليزية آنذاك). وجذبت بشائر ثروات الشرق الاهتمام في المنطقة. وفي ذلك العام نفسه، أرسل التجار الهولنديون كورنيليس دي هوتمان إلى لشبونة، ليجمع قدر ما يستطيع من المعلومات حول جزر التوابل. وفي عام 1595، نشر التاجر والمستكشف يان هوخن فان لينشهوتن -الذي كان قد سافر كثيرًا في المحيط الهندي لصالح البرتغاليين- تقريرَ رحلات في أمستردام، تحت عنوان «تقرير رحلة عن الملاحة البرتغالية في الشرق» (بالهولندية: Reys-gheschrift vande navigatien der Portugaloysers in Orienten). وتضمن التقرير المنشور توجيهات واسعة تتعلق بإبحار السفن بين البرتغال والهند الشرقية واليابان، وأدت تغذية المصالح الهولندية والبريطانية بالمعلومات الجديدة إلى حركة توسع تجاري، وتأسيس شركة الهند الشرقية الإنجليزية في عام 1600 وشركة الهند الشرقية الهولندية في عام 1602، ما سمح بدخول الشركات المرخصة إلى المنطقة المسماة بالهند الشرقية.
في عام 1602، تأسست شركة الهند الشرقية الهولندية، وكان الغرض من تأسيسها هو المشاركة في تكاليف استكشاف الهند الشرقية وإعادة توطيد تجارة التوابل بشكل أساسي، إذ عُدت هذه التجارة موردًا هامًا للدخل لدى جمهورية الأقاليم السبعة المتحدة الجديدة.
وقد ظهرت الحاجة إلى تأسيس شركة الهند الشرقية الهولندية لأن التجارة -نظرًا إلى الحرب مع إسبانيا والاتحاد بين البرتغال وإسبانيا- باتت تمر عبر البلدان المنخفضة الجنوبية (في بلجيكا الحالية تقريبًا)، التي كانت –وفقًا لاتحاد أراس (أو اتحاد أترخت)- خاضعةً لعهدة الإسبان وتدين بالكاثوليكية الرومانية، على عكس الشمال الهولندي البروتستانتي، وكان هذا يعني أيضًا أن الهولنديين خسروا احتكار توزيعهم مع فرنسا والإمبراطورية الرومانية المقدسة وأوروبا الشمالية، وما كانت نشاطات صيد السمك في بحر الشمال وتجارة الحبوب في البلطيق لتكفيهم كي يحافظوا على الجمهورية.
كانت الإمبراطورية البرتغالية في المحيط الهندي ثالاسوقراطية تقليدية امتد نفوذها إلى كل مضيق رئيسي فيه. وكانت التجارة في المنطقة تتوافق أيضًا مع نموذج مثلثي تقليدي تُجلب بموجبه سلع صناعية من أوروبا وتقايَض في إفريقيا بالذهب وعدة سلع أخرى، تستخدَم بعدها لشراء توابل من أرض الهند تُجلب إلى أوروبا ويتاجَر بها بأرباح هائلة يُعاد استثمارها في السفن والجماعات العسكرية التي ترسَل إلى الشرق.
وكانت دولة الهند البرتغالية، التي قام مقرها الرئيسي في غوا، عبارة عن شبكة من المدن الرئيسية الهامة التي سيطرت على التجارة البحرية في المحيط الهندي: إذ مثّلت مدينة سُفالة قاعدة العمليات البرتغالية في شرق إفريقيا وكانت مدعومة من قِبل جزيرة كلوة كي تتحكم بقناة موزمبيق بشكل أفضل؛ ومن هذه النقطة، كانت الطرق تأخذ التجارة إلى غوا التي شكلت المحور الحيوي لبقية العمليات وكانت قوافل السفن الهندية الخارجة من أوروبا تصل إليها؛ ومن غوا، باتجاه الشمال، تكون التجارة خاضعةً لحماية أسطول الشمال وأسطول المغامرين طوال الطريق وصولًا إلى مدينتي دامان وديو اللتين تشرفان على التجارة الشمالية وخليج كمبات؛ وفي حين تكفل أسطول الشمال بمرافقة السفن التجارية، كان أسطول المغامرين أيضًا يسعى إلى تعطيل تجارة مكة بين مسلمي شمال الهند وشبه الجزيرة العربية؛ ثم يصل أسطول ديو بالخط التجاري إلى مدينة هرمز التي كانت تتحكم بطرق الخليج العربي وتعيق التجارة بين البصرة والسويس؛ وإلى الجنوب من غوا، كان أسطول رأس كومورين يرافق تجار غوا إلى كاليكوت وكوتشي في ساحل مليبار وإلى سيلان ونقطة الاتصال بخليج البنغال؛ وفي خليج البنغال، كانت مواقع التجارة الأكثر ربحًا تتجمع في ساحل كورومانديل حيث تقوم مستوطنات مثل ساو تومي وميلابور وبلكات مقام محاور هامة؛ وغالبًا ما كانت السفن الخارجة من طريق ملقا تُنزل مراسيها عند مستوطنات كورومانديل وسيلان لأنها تصل بين المحيط الهندي وبحر الصين الجنوبي؛ وكان أسطول ملقا يحرس مضيق سنغافورة والطرق المتفرعة إلى سولاوسي والأراضي التابعة اليوم لإندونيسيا على العموم في الجنوب، وإلى الصين واليابان شمالًا؛ وكانت الصين تقدم الحرير والخزف لماكاو التي تصل سفينة «قرقور الفضة» منها إلى اليابان، وهناك تجري مقايضة منتجات عديدة بالفضة اليابانية.

### ذريعة الحرب
في فجر 25 فبراير 1603، استولت ثلاث سفن من شركة الهند الشرقية الهولندية على سانتا كاتارينا، وهي سفينة شراعية برتغالية ضخمة. ومثلت هذه السفينة غنيمة كبيرة جدًا إذ كانت عائدات مبيعها تبلغ ضعف قيمة رأسمال شركة الهند الشرقية الهولندية. كانت شرعية الاحتفاظ بالغنيمة مشكوكًا فيها وفق التشريع الهولندي، وطالب البرتغاليون باستعادة الحمولة. وأدت الفضيحة إلى إقامة جلسة استماع قضائية علنية وتنظيم حملة أوسع بهدف استمالة الرأي العام (والدولي). ونتيجة لذلك، صاغ هوغو غروتيوس في كتابه البحر الحر (باللاتينية: Mare Liberum، نُشر عام 1609) المبدأ الجديد الذي ينص على أن البحر منطقة دولية، على خلاف ما تقول به سياسة البحر المغلق (باللاتينية: Mare clausum) البرتغالية، وأن جميع الدول تتمتع بحرية استخدامه في التجارة البحرية. وقدم مفهوم «حرية البحار» تبريرًا أيديولوجيًا مناسبًا للهولنديين كي يكسروا الاحتكار البرتغالي الذي تضمنه القوة البحرية الهائلة.